# Gleann na Muaidhe
Gleann na Muaidhe (ang. Glenamoy) – wieś w północnej części hrabstwa Mayo w prowincji Connacht w Irlandii. W 2011 roku liczba mieszkańców wynosiła 243 osoby.